# Battaglia di Dreux
La battaglia di Dreux segnò l'inizio formale degli scontri armati nelle guerre di religione francesi. Venne combattuta il 19 dicembre 1562 presso la cittadina di Dreux, nella regione della Loira, ed originò da un incontro apparentemente casuale tra l'esercito della Lega cattolica e dei ribelli ugonotti. Le forze cattoliche erano comandate dal connestabile Anne de Montmorency, affiancato dal gran maestro di Francia Francesco I di Guisa e dal maresciallo di Francia Jacques d'Albon de Saint-André, favorito del re Enrico II di Francia. I protestanti erano guidati dal principe Luigi I di Borbone-Condé e dall'ammiraglio Coligny.
La battaglia si chiuse formalmente con una vittoria della Lega che non ebbe però importanti ripercussioni strategiche. Le forze in campo, di fatto numericamente e tecnologicamente equivalenti, si scontrarono senza esito risolutivo e gli ugonotti, sconfitti, poterono comunque ritirarsi in buon ordine al comando di Coligny. Le ripercussioni politiche dello scontro furono però pesantissime: entrambi i comandanti in capo, Montmorency e Borbone-Condé, caddero prigionieri del nemico mentre guidavano la carica della cavalleria pesante ed il maresciallo d'Albon venne ucciso. L'indebolimento del partito cattolico, capeggiato ora dal solo duca di Guisa, spianò alla regina-reggente Caterina de' Medici la strada per la pacificazione del conflitto con l'editto di Amboise del 1563.

## Antefatto
L'aprirsi dell'anno 1562 portò alla definitiva esplosione delle tensioni tra cattolici ed ugonotti che erano andate intensificandosi sin dalla Congiura di Amboise del marzo 1560.

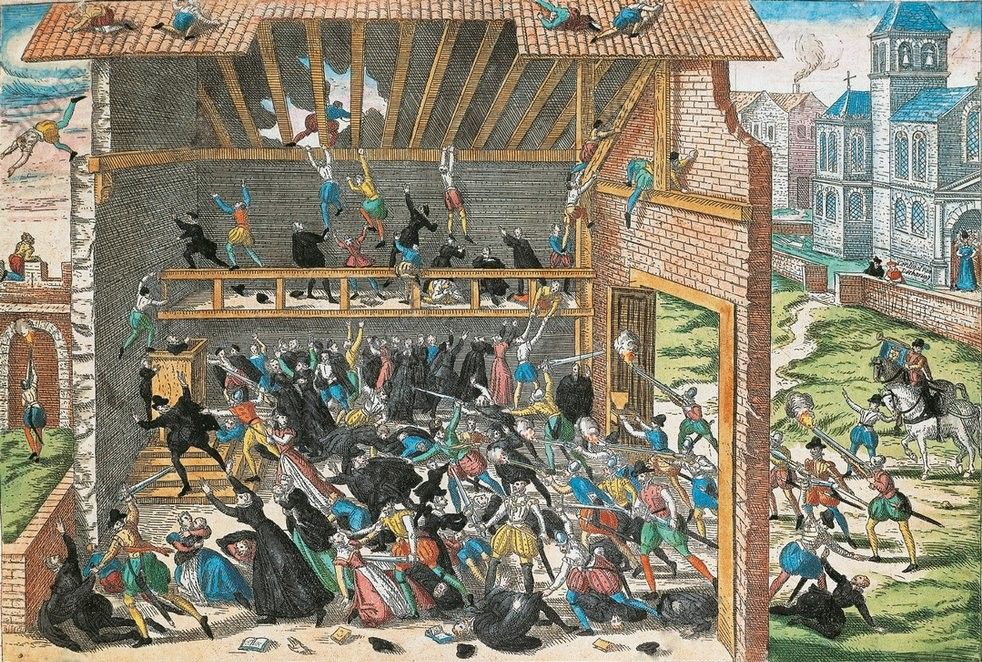
La strage di Wassy del 1562 - Frans Hogenberg.

Il 17 gennaio, la regina Caterina de' Medici, reggente per il giovane Carlo IX, promulgò l'editto di Saint-Germain-en-Laye, garantendo libertà di coscienza e di culto ai protestanti a patto che questi restituissero i luoghi di culto, già cattolici, di cui si erano precedentemente appropriati. La fazione cattolica, capeggiata dal gran maestro di Francia Francesco I di Guisa, si dichiarò apertamente contro l'editto, ritenuto un'inaccettabile concessione da parte della corona. Poche settimane dopo, il 1º marzo, Francesco di Guisa, incaricato di sorvegliare una riunione di culto protestante potenzialmente pericolosa a Wassy, si macchiò dell'esecuzione sommaria di oltre 20 ugonotti, nota come strage di Wassy).
Mentre Guisa veniva accolto a Parigi come un eroe, il principe Luigi I di Borbone-Condé chiamò alle armi gli ugonotti e si impadronì di Orléans. Presa alla sprovvista dal precipitare degli eventi, la regina Caterina tentò un comunque di mantenere la pace ma Francesco di Guisa si presentò in armi alla residenza regia di Fontainebleau e sequestrò Caterina ed il giovane Carlo IX, costringendoli a seguirlo a Parigi. Volonte o nolente, la famiglia reale era ora schierata con i cattolici contro i protestanti.
Gli ugonotti risposero con una rapida offensiva mirante a garantire loro il controllo sul più alto numero possibile di città: entro aprile, Lione e l'importantissimo centro di Rouen, la seconda città della Francia, erano cadute nelle mani di Luigi di Borbone-Condé. I cattolici, guidati dal "triumvirato" Guisa-Montmorency-d'Albon si ripresero però rapidamente. Il sud-est del paese, in particolare la Linguadoca, fu oggetto di scontri particolarmente accesi, tanto quanto il sud-ovest, dove Blaise de Montluc condusse una repressione implacabile contro i protestanti, stroncandoli nella battaglia di Vergt.
Deciso ad attaccare Parigi per chiudere la contesa, Borbone-Condé ottenne fondi dal Regno d'Inghilterra per assoldare mercenari tedeschi (corazzieri e Reiter). Sebbene ingrandita dalla cavalleria straniera, l'armata ribelle non era però nelle condizioni di assaltare i sobborghi parigini. Luigi Borbone-Condé e Coligny si portarono al villaggio di Ablis (novembre): abbandonato l'iniziale proposito di marciare su Chartres, gli ugonotti risolsero di tornare a Le Havre (Normandia) per pagare i tedeschi con il denaro inglese. La mancanza di fondi, provocava nel frattempo numerose diserzioni dal campo ribelle.
Il "triumvirato" mobilitò un imponente esercito (19 000 uomini tra cavalieri francesi e bretoni, affiancati da mercenari tedeschi, svizzeri e da spagnoli inviati da Filippo II di Spagna, e 22 cannoni) e mosse da Parigi verso le forze di Borbone-Condé e Coligny, ormai composte da 13 000 uomini, per la maggior parte mercenari tedeschi.

## Scontro
Le forze della Lega e degli ugonotti vennero involontariamente a contatto lungo la strada per la cittadina di Dreux, lungo la via per Rouen. Bordone-Condé non aveva adeguatamente organizzato le sue avanguardie ed i suoi esploratori non si erano accorti dell'esercito cattolico in arrivo.
I due eserciti restarono schierati l'uno di fronte all'altro, senza attaccare, per quasi un'ora. L'impatto psicologico dello scontro imminente, per i soldati coinvolti, dovette essere enorme: da oltre un secolo nessun esercito francese ne aveva più combattuto un altro. Lo scontro vero e proprio si risolse poi in una serie di cariche di cavalleria, cavalieri cattolici contro cavalieri protestanti o contro le rispettive formazioni di fanteria. Il connestabile Montmorency cadde prigioniero degli ugonotti alla prima carica. Guisa, fidando sulla falange dei mercenari svizzeri di Ludwig Pfyffer, resistette però alla carica del nemico e, preso il comando della truppa, guidò la contro-carica. Mentre Montmorency restava prigioniero del nipote, ammiraglio Coligny, Luigi di Borbone-Condé cadde prigioniero del Guisa e d'Albon restò ucciso.
Sconfitto, Coligny raccolse le sue truppe e si allontanò dal campo di battaglia.

### Fonti
- La Noue, François : de (1588), Discours politiques et militaires, Basilea

### Studi
- Miquel, Pierre (1980), Les Guerres de religion, Club France Loisirs, ISBN 2-7242-0785-8.
- Wood, James (1996),  The king's army : warfare, soldiers, and society during the wars of religion in France. 1562-1576, New York, Cambridge University Press.